# Euryestola iquira
Euryestola iquira är en skalbaggsart som beskrevs av Maria Helena M. Galileo och Martins 1997. Euryestola iquira ingår i släktet Euryestola och familjen långhorningar. Inga underarter finns listade i Catalogue of Life.